# 锡默尔斯多夫
锡默尔斯多夫是德国巴伐利亚州的一个市镇。总面积40.87平方公里，总人口3138人，其中男性1599人，女性1539人（2011年12月31日），人口密度77人/平方公里。